# Languilla
Languilla est une commune de la province de Ségovie dans la communauté autonome de Castille-et-León en Espagne.

## Géographie
La commune de Languilla est composée de deux villages : le village de Languilla et celui de Magazatos.
Deux rivières traversent la commune : l'Aguisejo et le Riaza

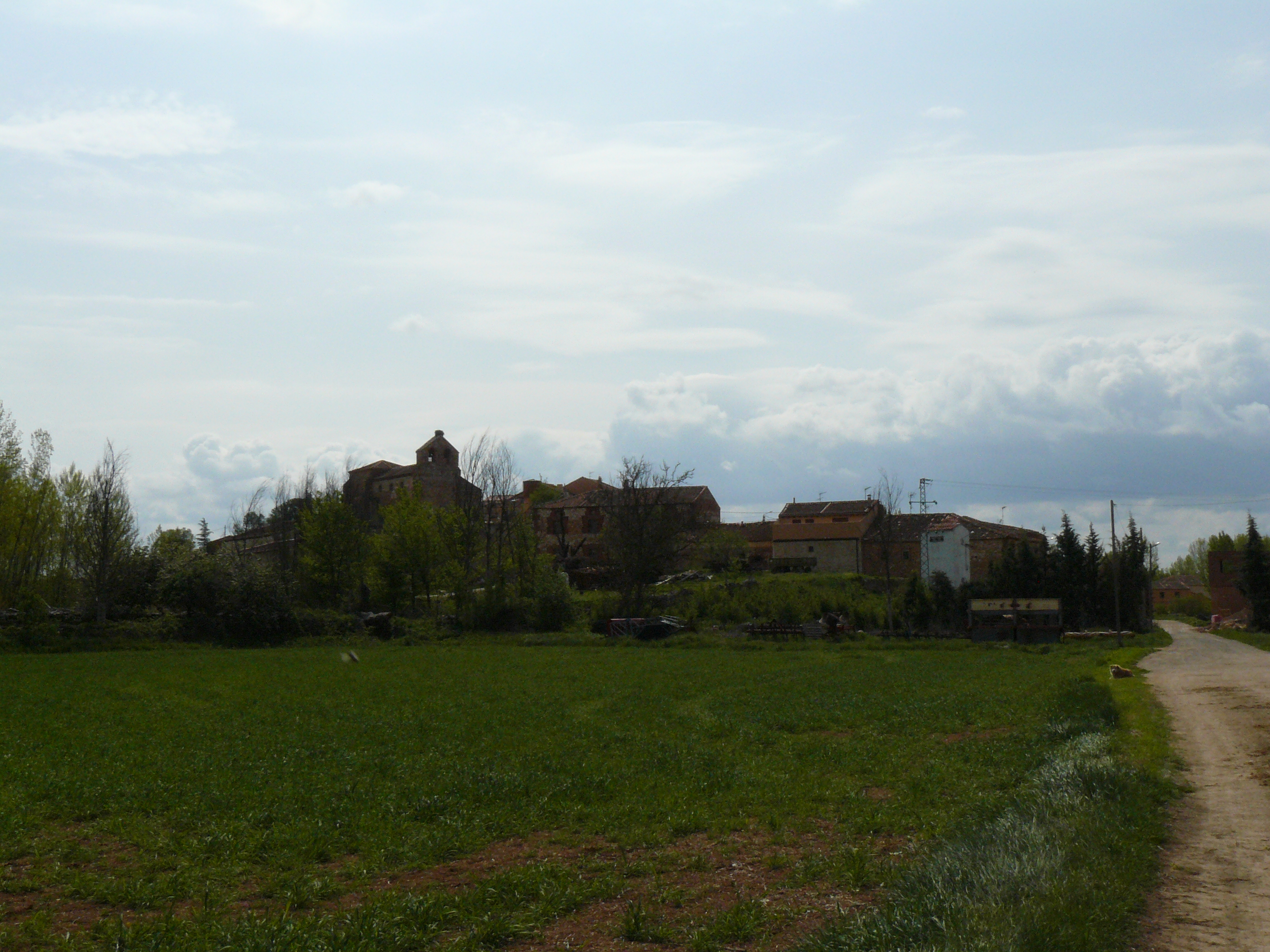
Vue de Magazatos.
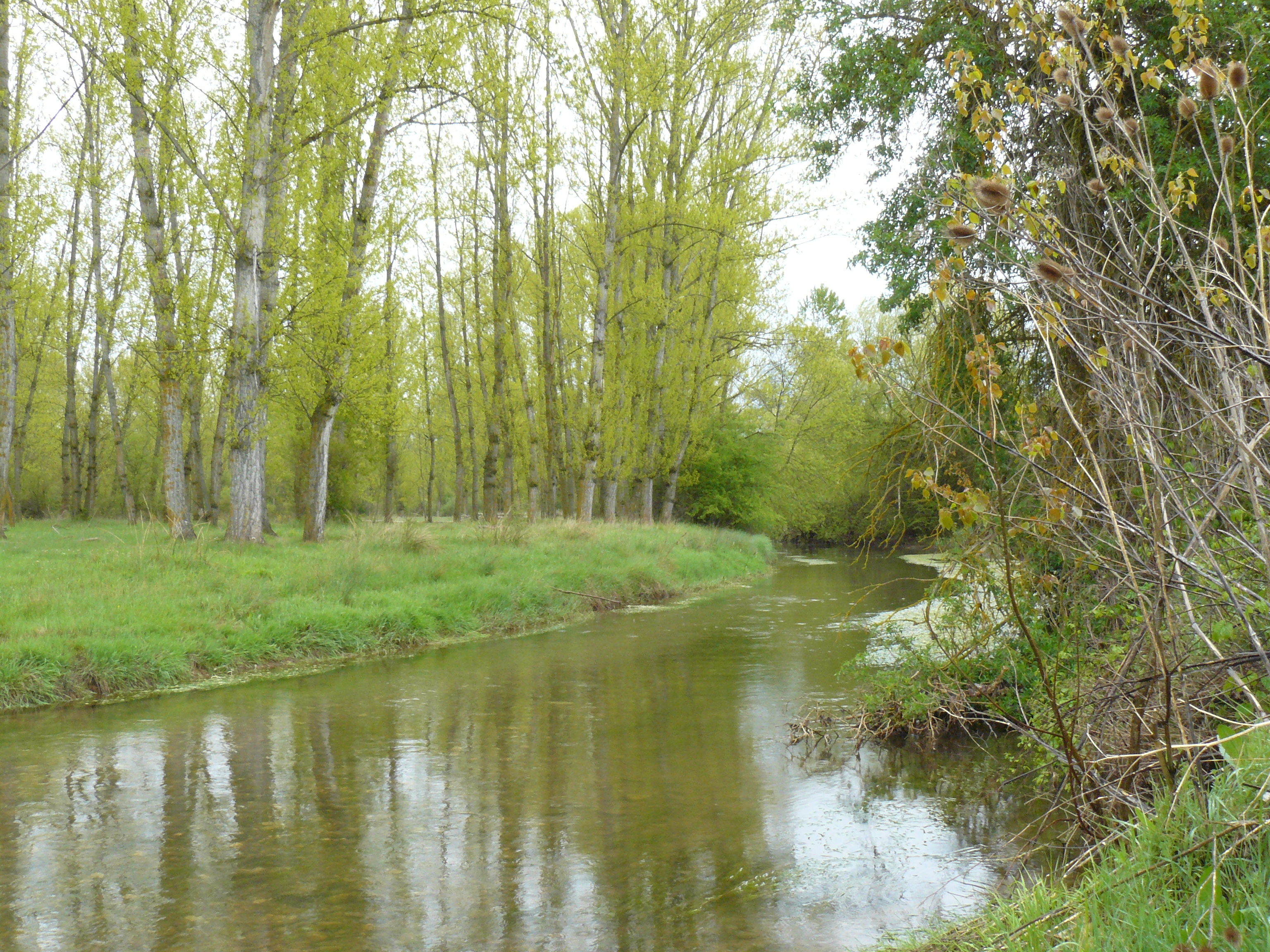
Vue du Riaza près de Languilla.

## Sites et patrimoine

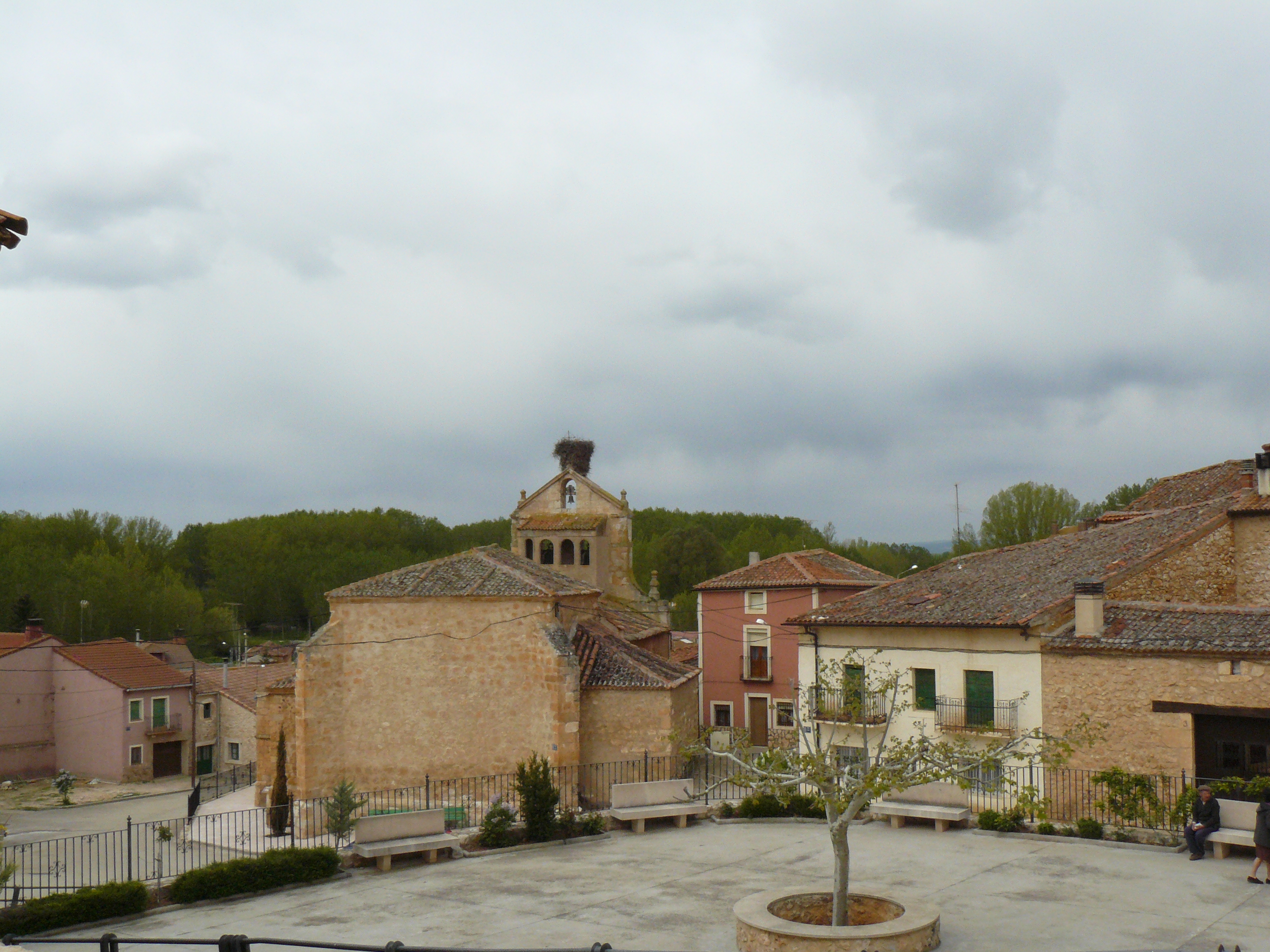
Place de Languilla.
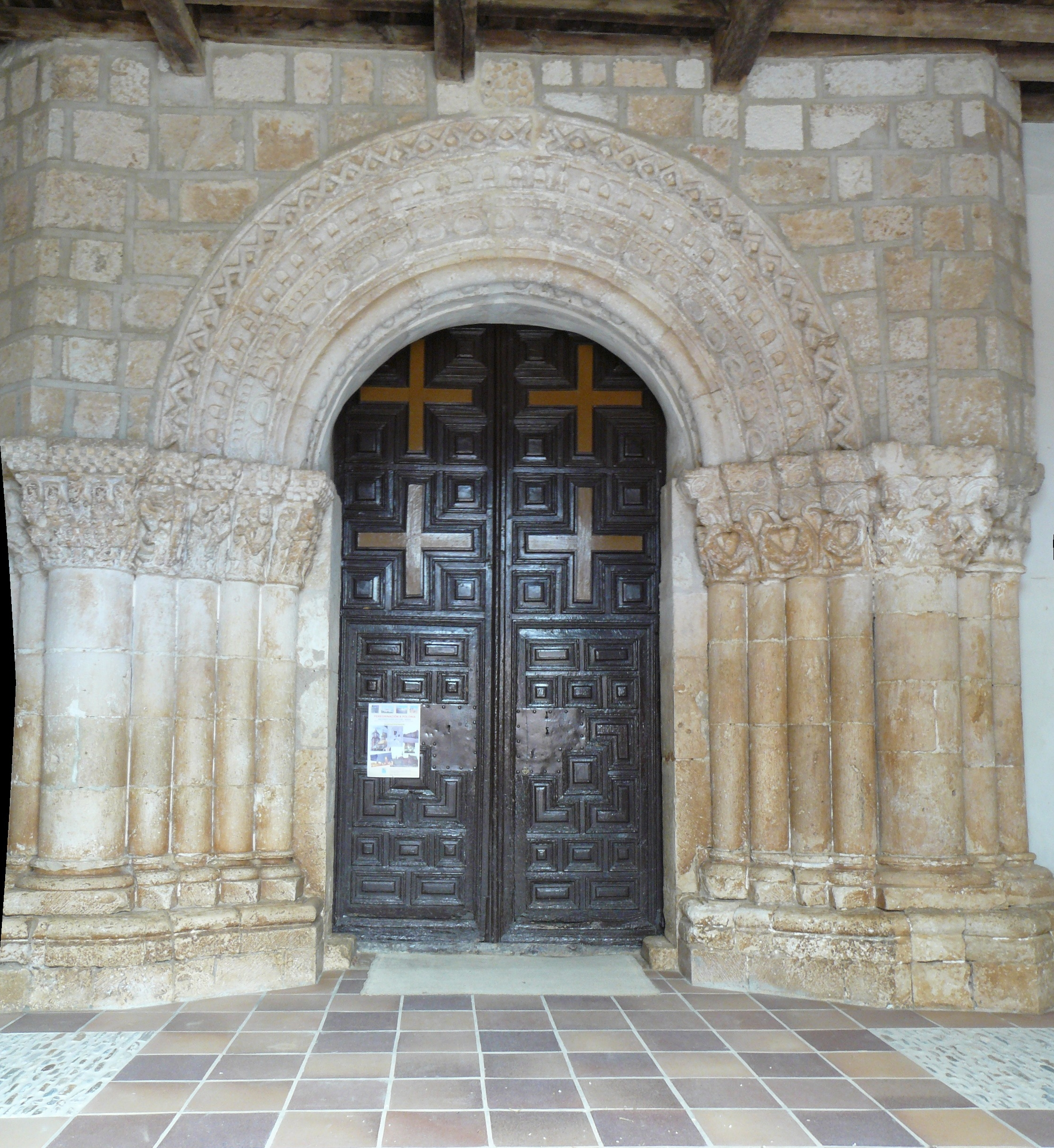
Porte de l'église de Languilla.
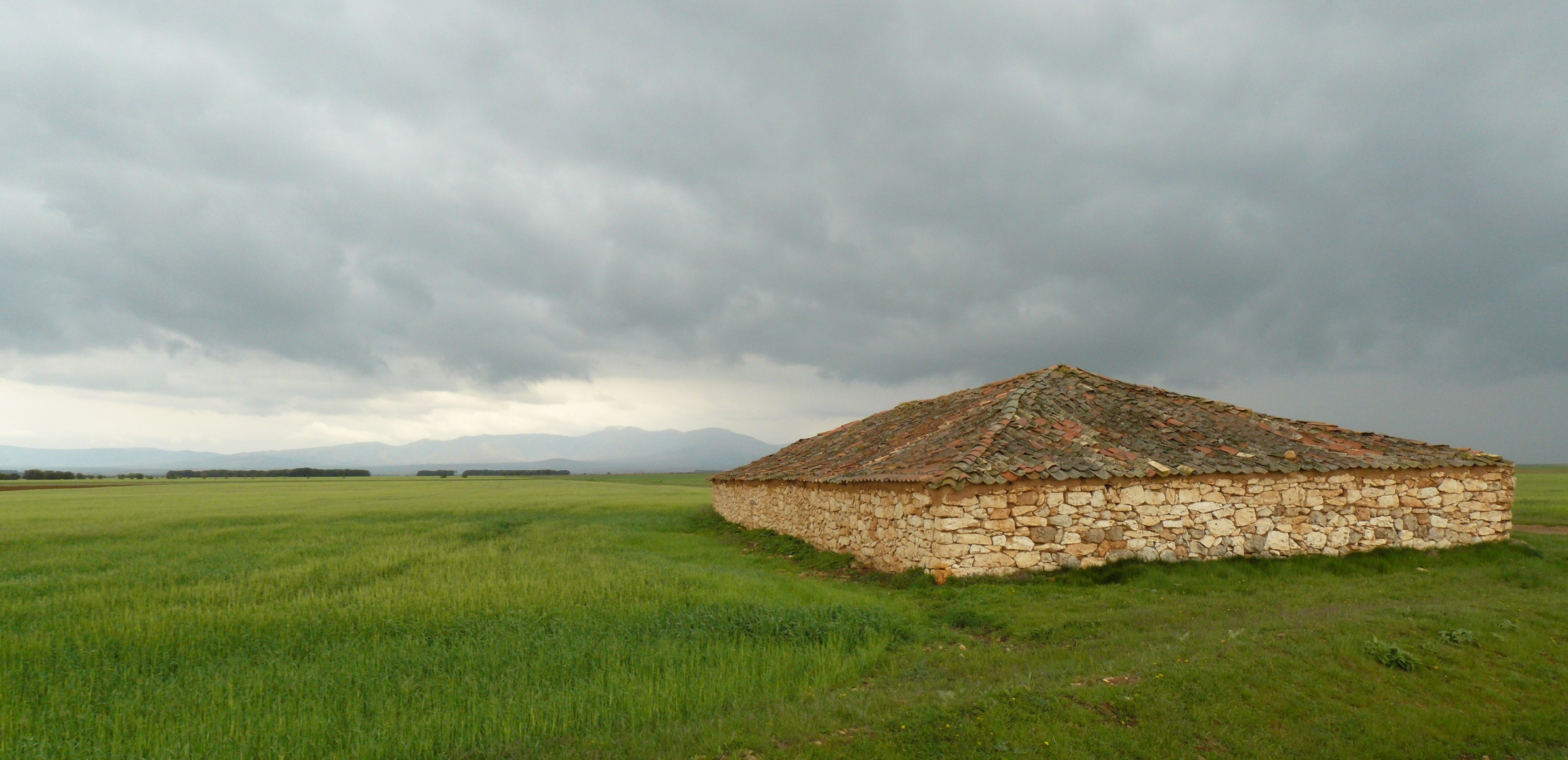
Abri à ovins, près de Languilla.

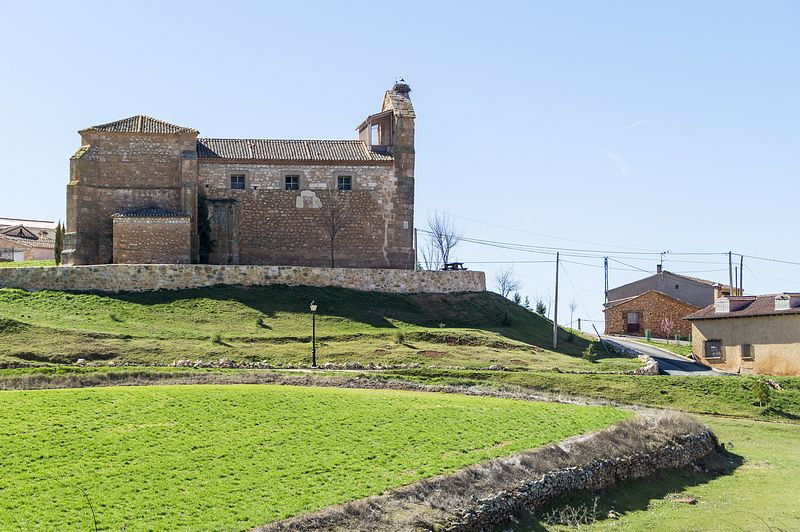
Église de Mazagatos.
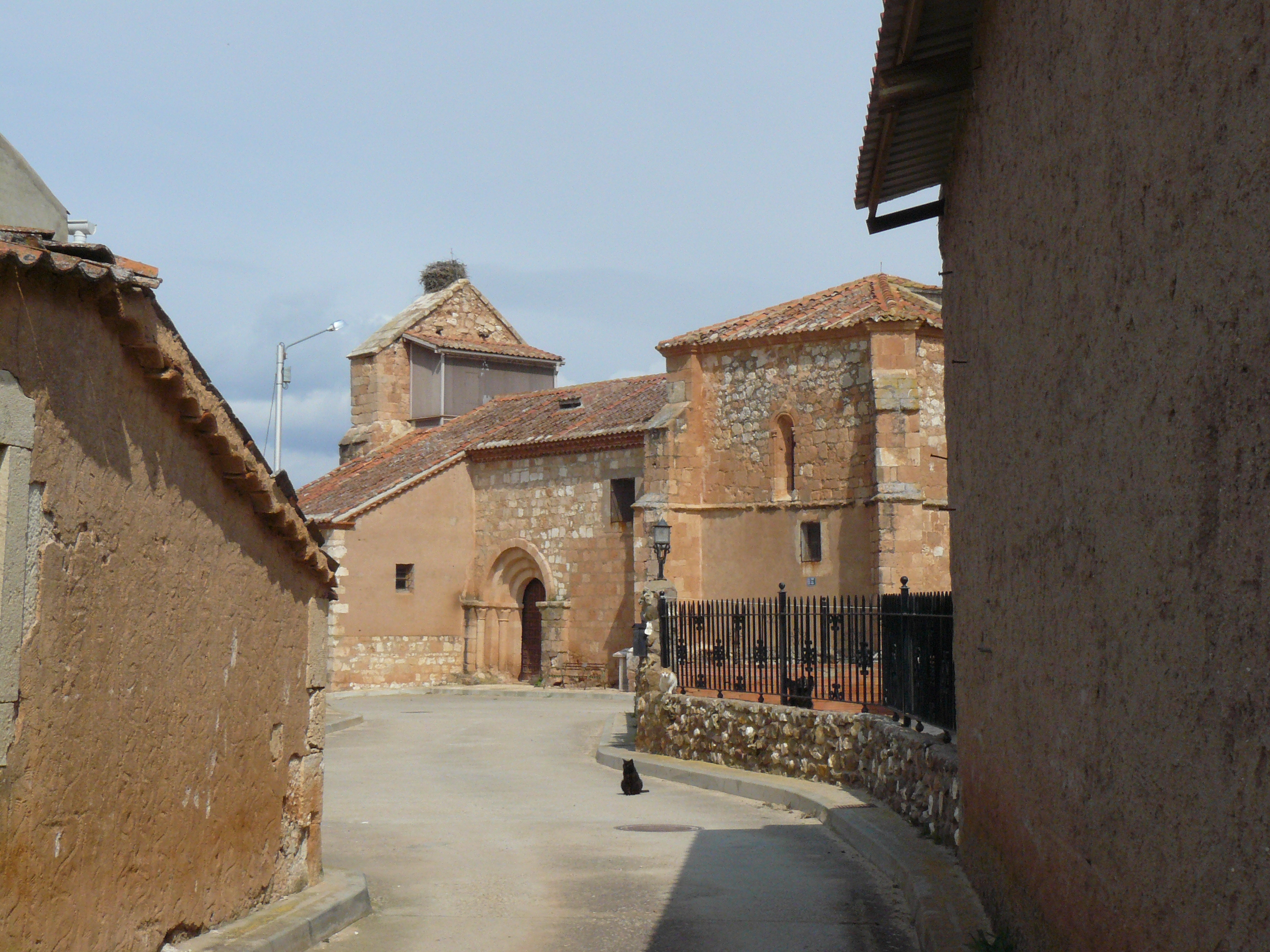
Église Saint-Jean-Baptise de Magazatos.